# Вольбром (станция)
Вольбром (пол. Wolbrom) — пассажирская и грузовая железнодорожная станция в городе Вольбром, в Малопольском воеводстве Польши. Имеет 3 платформы и 4 пути.
Станция Вольбром была построена в 1885 году на линии Ивангородо-Домбровской железной дороги (Ивангород — Радом — Бзин — Сухеднев — Кельцы — Хенцины — Мехов — Вольбром — Олькуш — Славков — Домброва) с шириной русской колеи, когда город Вольбром был в составе Царства Польского. Теперь на участке Тунель — Вольбром — Олькуш — Буковно — Славков является линия Тунель — Сосновец-Главный.